# 深圳市生态环境局
深圳市生态环境局是中华人民共和国广东省深圳市人民政府主管生态监测和环境保护的组成部门。

## 历史
- 1979年3月，深圳市人民政府设立深圳市基本建设委员会，下设深圳市环境保护办公室[1]。
- 1988年，深圳市环境保护办公室改组为深圳市环境保护局[2]。
- 2009年7月，深圳市将深圳市环境保护局、深圳市建设局、深圳市水务局的有关职能整合划入深圳市人居环境委员会。深圳市住房和建设局、深圳市水务局、深圳市气象局由深圳市人居环境委员会归口联系[3]。
- 2019年1月，深圳市将深圳市人居环境委员会的职责，深圳市发展和改革委员会的应对气候变化和减排、碳排放交易管理职责，深圳市规划和国土资源委员会的监督防止地下水污染职责，深圳市经济贸易和信息化委员会的监督指导农业面源污染治理职责，深圳市水务局的编制水功能区划、排污口设置管理职责，深圳市海洋局的海洋环境保护职责整合，组建深圳市生态环境局。深圳市生态环境局在区设分局，实行市以下垂直管理体制。不再保留深圳市人居环境委员会[4]。

## 职责
根据《深圳市生态环境局职能配置、内设机构和人员编制规定》，深圳市生态环境局承担下列职责：
1. 负责建立健全生态环境基本制度。会同有关部门拟订本市生态环境政策、规划并组织实施。研究起草地方性法规、规章草案。会同有关部门编制并监督实施重点区域、流域、海域、饮用水水源地生态环境规划和水功能区划，组织拟订本市生态环境标准，制定生态环境技术规范。
2. 负责本市生态环境问题的统筹协调和监督管理。牵头协调本市环境污染事故和生态破坏事件的调查处理，指导协调各区政府对突发生态环境事件的应急、预警工作，会同有关部门实施生态环境损害赔偿制度，协调解决有关跨区生态环境污染纠纷，统筹协调本市重点区域、流域、海域生态环境保护工作。
3. 负责监督管理本市减排目标的落实。组织制定并实施本市陆地和海洋各类污染物排放总量控制制度，组织实施排污许可证制度，确定本市大气、水、海洋等纳污能力，提出实施总量控制的污染物名称和控制指标，监督检查相关单位污染物减排任务完成情况，实施生态环境保护目标责任制。
4. 提出生态环境领域固定资产投资规模和方向的建议。负责组织申报中央和省生态环境专项资金。会同有关部门管理生态环境专项资金。配合有关部门做好生态环境专项资金使用的监督管理和绩效评价工作。
5. 负责环境污染防治的监督管理。制定大气、水、海洋、土壤、噪声、光、恶臭、固体废物、化学品、机动车等的污染防治管理制度并监督实施。会同有关部门监督管理饮用水水源地生态环境保护工作，组织指导市区生态环境综合整治工作，监督指导农业面源污染治理工作。指导排污口设置工作。
6. 指导协调和监督生态保护修复工作。组织编制生态保护规划，监督对生态环境有影响的自然资源开发利用活动、重要生态环境建设和生态破坏恢复工作。组织制定各类自然保护地生态环境监管制度并监督执法。监督野生动植物保护、湿地生态环境保护等工作。配合生物技术环境安全和生物物种（含遗传资源）保护工作，组织协调生物多样性保护工作，参与生态保护补偿工作。
7. 负责民用核与辐射安全的监督管理。负责核技术利用和辐射环境污染防治监督管理。负责辐射事故应急处理工作，参与民用核设施应急处理。
8. 负责生态环境准入的监督管理。受市政府委托对重大经济和技术政策、发展规划以及重大经济开发计划进行环境影响评价。按照相关规定审批或审查重大开发建设区域、规划、项目环境影响评价文件。拟订并组织实施生态环境准入清单。
9. 负责生态环境监测工作。组织实施生态环境监测制度、规范和相关标准。会同有关部门统一规划和建设本市生态环境质量监测站点，组织实施本市生态环境监测相关工作。组织建设和管理本市生态环境监测网和生态环境信息网。统一发布本市生态环境综合性报告和重大生态环境信息。
10. 负责应对气候变化工作。组织拟订应对气候变化及温室气体减排政策、规划、计划并组织实施。承担碳排放交易管理等工作。协调开展应对气候变化对外合作和能力建设。
11. 组织落实生态环境保护督察工作。对接中央、省生态环境保护督察相关工作，组织督促各区各部门落实整改要求。根据市委、市政府授权对各区各有关部门贯彻落实本市生态环境保护决策部署情况提出督察问责建议。
12. 统一负责生态环境监督执法。组织开展本市生态环境保护执法检查活动。查处本市生态环境违法问题。
13. 组织指导和协调生态环境宣传教育工作。组织实施生态环境保护宣传教育纲要，推动社会组织和公众参与生态环境保护。
14. 开展生态环境科技工作。组织生态环境科学研究和技术工程示范，推动生态环境技术管理体系建设。参与指导推动循环经济和生态环保产业发展。
15. 开展生态环境合作交流。组织开展生态环境对外及对港澳台的合作交流，参与粤港澳大湾区生态环境保护工作。参与处理涉外生态环境事务。协助开展国家生态环境国际条约履约相关工作。
16. 承担生态环境领域安全生产监督管理工作。负责工业污染防治设施的安全监督检查，负责危险废物产生、收集、储存、处置经营场所监督管理，负责医疗废物集中处置单位收集、储存、处置监督管理。
17. 负责生态环境领域人才队伍建设工作。
18. 完成市委、市政府和上级部门交办的其他任务。
19. 职能转变。市生态环境局应当统一行使生态和各类污染排放监管与行政执法职责，切实履行监管责任，建立健全权责明确、保障有力、权威高效的生态环境管理体制，全面落实大气、水、土壤污染防治行动计划。实行最严格的生态环境保护制度，严守生态保护红线和环境质量底线，积极推进智慧环保，对标最高最好最优，积极推进生态环境领域治理体系和治理能力现代化。在生态环境建设方面先行示范，助推粤港澳大湾区生态文明建设，坚决打好污染防治攻坚战，持续改善生态环境质量，全力保障城市生态安全，共建人与自然和谐共生的美丽中国典范城市。
20. 有关职责分工。
  1. 与市水务局有关职责分工。市生态环境局负责统筹指导、协调、监督全市水污染防治工作；参与编制全市水环境治理专项规划和流域综合整治规划、年度计划以及阶段性实施方案；负责跨界河流、重点流域的水质监测、达标管理等工作。市水务局负责水资源保护工作，组织领导、统筹协调、督查督办全市水环境综合整治工作；组织制定全市水环境治理专项规划和流域综合治理规划、年度工作任务及实施计划；具体组织实施治污设施、河道整治、防洪排涝、水源保护等项目建设工作；协调市区水污染治理项目建设。市生态环境局、市水务局要进一步加强协调和配合，建立部门协商机制，定期通报水污染防治与水资源保护、水环境综合整治项目建设情况，协商解决有关重大问题。
  2. 与市海洋渔业局有关职责分工。市生态环境局负责海洋生态环境保护工作，组织起草海洋环境保护规划、海洋污染综合治理规划等并监督实施；监督陆源污染物排海；核准海洋工程项目环境影响报告书。市海洋渔业局负责组织开展海域、海岸带和无居民海岛生态修复；承担海洋生态损害补偿、赔偿管理工作；承担海洋生态预警和海洋灾害预警报工作；组织编制海洋灾害应急预案，参与重大海洋灾害应急处置。市海洋综合执法队伍负责对围填海、改变海洋用途、铺设海底电缆管道等海域使用，海洋工程建设、海洋倾废、海砂开采等影响海洋环境和资源的行为进行监督检查，查处违法违规行为。

## 机构设置

### 内设机构
- 办公室
- 督查处
- 规划发展处
- 政策法规处
- 科技促进和标准处（宣传教育处）
- 水生态环境处
- 大气环境处
- 自然生态和海洋生态环境处（土壤生态环境处）
- 固体废物和化学品处（环境应急管理处）
- 环境影响评价和排放管理处（审批综合处）
- 应对气候变化处
- 污染源管理处（信访办公室）
- 移动源排放管理处
- 核与辐射安全管理处（市核与辐射安全监管局、市核应急管理办公室）
- 执法监督处
- 机关党委（人事处）

### 直属机构
- 深圳市饮用水源保护管理办公室
- 深圳市生态环境监测站
- 深圳市生态环境智能管控中心
- 深圳市环境科学研究院

### 派出机构
- 深圳市生态环境局福田管理局
- 深圳市生态环境局罗湖管理局
- 深圳市生态环境局盐田管理局
- 深圳市生态环境局南山管理局
- 深圳市生态环境局宝安管理局
- 深圳市生态环境局龙岗管理局
- 深圳市生态环境局龙华管理局
- 深圳市生态环境局坪山管理局
- 深圳市生态环境局光明管理局
- 深圳市生态环境局大鹏管理局
- 深圳市生态环境局深汕管理局